# Il fantastico mondo di Paul
Il fantastico mondo di Paul (ポールのミラクル大作戦?, Poru no mirakuru daisakusen) è una serie televisiva anime del 1976 ideata da Hiroshi Sasagawa e prodotta dalla Tatsunoko in 50 episodi. Narra le avventure di Paul e del suo gruppo di amici in un'altra dimensione, alla ricerca dell'amica Nina rapita dal demoniaco Belt Satan. In Italia è stata trasmessa dalle reti locali dal settembre 1980.

## Trama
In un imprecisato villaggio europeo vive Paul, un ragazzo quasi adolescente che ama starsene con la testa tra le nuvole e giocare con il suo yo-yo, l'amica del cuore Nina e Toppe, il cane di Nina. Un giorno, una misteriosa essenza proveniente da un luogo sconosciuto entra in uno dei pupazzi della camera di Paul e da quel momento la vita del ragazzo cambia drasticamente: la misteriosa essenza, infatti, anima il pupazzo che da quel momento prende il nome di Pakkun e si dimostra in grado di "fermare il tempo" e di trasportare Paul, Nina e Toppe nella sua dimensione, il Paese delle Meraviglie.
In questo surreale mondo, che inizialmente assomiglia ad un vero e proprio paradiso, Toppe prende sembianze antropomorfe ed è capace di parlare, mentre gli oggetti di uso comune (come lo yo-yo di Paul) assumono numerosi poteri. Purtroppo la felicità del gruppo è di breve durata: all'improvviso si manifesta un titanico umanoide dall'aspetto demoniaco (Belt-Satan) che rapisce Nina e poi fugge. Paul e Toppe vorrebbero partire subito all'inseguimento, ma Pakkun spiega che la permanenza di estranei nel Paese delle Meraviglie può essere solo temporanea, quindi il gruppo è costretto a tornare indietro senza Nina.
Tornando al suo paese, Paul viene incolpato della sparizione di Nina e da quel momento la maggior parte della gente prende a trattarlo con freddezza e scacciarlo. Al ragazzo non rimane che provare a tornare nel Paese delle Meraviglie e tentare di salvare Nina: questo lo porterà a numerose missioni nella dimensione parallela in cui incontrerà molte creature fantastiche buone e cattive (di solito seguaci di Belt Satan).
Nell'episodio 17, la storia prende una brusca svolta: Paul riesce finalmente a scoprire uno dei covi di Belt-Satan e a mozzargli un corno, diminuendone così i poteri magici; in questo modo il gruppo riesce a salvare Nina e a tornare sano e salvo a casa.
In seguito, però, Paul ed i suoi amici iniziano a temere che Belt-Satan possa conquistare l'intero Paese delle Meraviglie, in cui ormai hanno vari amici, e decidono di sconfiggerlo una volta per tutte. Belt-Satan intanto, nell'attesa che il suo corno ricresca, si dota di un emissario dando vita ad un fungo velenoso che chiamerà Kinoppi, il quale alla fine si redimerà aiutando i nostri eroi. Dopo un'altra serie di mirabolanti avventure si arriva allo scontro finale: il gruppo di amici di Paul si unisce agli abitanti del Paese delle Meraviglie ed insieme riescono a sconfiggere Belt-Satan. Kinoppi li aiuterà sino alla fine, e tenendo la mano di Paul, morirà, felice di aver capito il significato di amore ed amicizia e ritornando ad essere un funghetto. Paul, Nina e Toppe torneranno a casa, ed anche l'essenza di Pakkun farà ritorno alla sua dimensione, salutando i nostri amici a cui resterà il pupazzo che lo aveva ospitato.

## Doppiaggio
Il doppiaggio italiano è stato eseguito presso lo studio Coop. Sincrovox.
| Personaggio   | Doppiatore originale | Doppiatore italiano                                          |
| ------------- | -------------------- | ------------------------------------------------------------ |
| Paul          | Sumiko Shirakawa     | Rodolfo Bianchi (1ª voce) Eugenio Marinelli (2ª voce)        |
| Nina          | Keiko Yokozawa       | Sonia Scotti (1ª voce) Annarosa Garatti (2ª voce)            |
| Belt-Satan    | Tooru Oohira         | Rino Bolognesi                                               |
| Kinoppi       | Hiroko Maruyama      | Annarosa Garatti                                             |
| Voce narrante | Aiko Koroshima       | Annarosa Garatti Luana Congedo (anticipazioni degli episodi) |

## Tematiche
Oltre all'ovvio tema della "ricerca", ovvero del viaggio esteriore che si rivela come viaggio di maturazione personale, la serie presenta una curiosa ed edulcorata affinità alle tematiche psichedeliche: il "cancello" che conduce all'altra dimensione, dove tutto è distorto in visioni da sogno o incubo, la "fuga" dalla realtà in una dimensione differente che poi si rivela cruciale per la comprensione della realtà stessa. Ed infine, il personaggio di Kinoppi, che iconograficamente è un'amanita muscaria animata: il che da un lato simboleggia la sua cattiveria (il "fungo rosso a pallini bianchi", da tutti riconoscibile perché velenoso), e dall'altro lato il suo potere (l'amanita muscaria è anche un allucinogeno utilizzato dall'uomo sin dalla preistoria).
La serie, poi, ha un fondamento "educativo" che è pensato per il suo target pre-adolescenziale: non ci si può solo divertire, nella vita ci sono anche le responsabilità. Non si può essere solo felici, nella vita ci sono anche le situazioni brutte e tristi. E se questo non viene capito al più presto, sarà la vita stessa a dimostrarlo, spesso duramente. Così puntualmente accade sin dalla prima puntata: quando Belt-Satan si manifesta la prima volta, i protagonisti si stanno divertendo come matti nel Paese delle Meraviglie e si sono completamente dimenticati del loro mondo, che pure hanno lasciato solo da poco tempo. Al che, le prime parole del demone sono: "Ricordate che se volete apprezzare il bene, dovrete conoscere anche il male! [...] Oramai siete in mio potere, così vi renderete conto che al mondo non ci sono solo le cose belle e tutto questo vi sarà di grande insegnamento, se riuscirete a sopravvivere!" e bruscamente riporta il gruppo alla realtà scatenando i suoi demoni e rapendo Nina.
Questa serie conta numerose similitudini per struttura narrativa, tematiche ed ambientazione psichedelica con la serie L'uccellino azzurro (1980, liberamente tratta dall'opera teatrale L'uccellino azzurro di Maurice Maeterlinck), la cui regia era dello stesso Hiroshi Sasagawa, ma con i disegni e la collaborazione di Leiji Matsumoto, che aggiungono a "Il fantastico mondo di Paul" un contorno inquietante. Tra l'altro in entrambe le serie la dimensione parallela in cui si ritrovano i protagonisti è parimenti chiamata "Paese delle Meraviglie".

## Episodi
| Nº | Titolo italiano Giapponese 「Kanji」 - Rōmaji                                                                             | In onda           | In onda |
| Nº | Titolo italiano Giapponese 「Kanji」 - Rōmaji                                                                             | Giapponese        |         |
| 1  | Il rapimento di Nina 「よみがえったベルト・サタン」 - yomigaetta Belt Satan                                               | 3 ottobre 1976    |         |
| 2  | Paul contro i ragni malvagi 「恐怖のクモの巣城」 - kyōfu no kumo no su jō                                                 | 10 ottobre 1976   |         |
| 3  | Nina e l'ape regina 「ウツボカズラの追撃」 - utsubokazura no tsuigeki                                                     | 17 ottobre 1976   |         |
| 4  | Paul e il gigante di pietra 「岩石巨人の秘密」 - ganseki kyojin no himitsu                                                | 24 ottobre 1976   |         |
| 5  | Il paese degli scheletri 「ガイコツの逆襲」 - gaikotsu no gyakushū                                                        | 31 ottobre 1976   |         |
| 6  | Il dio dei fulmini 「雷電魔人の対決」 - raiden majin no taiketsu                                                          | 7 novembre 1976   |         |
| 7  | Paul e il mostruoso rullo gigante 「恐怖のローラー巨人」 - kyōfu no roller kyojin                                         | 14 novembre 1976  |         |
| 8  | Paul nella terra dei cactus 「サボテン国に花よ咲け」 - saboten koku ni hana yo sake                                       | 21 novembre 1976  |         |
| 9  | Nel mondo degli uccelli 「悪党鳥人を倒せ」 - akutou chōjin wo taose                                                       | 28 novembre 1976  |         |
| 10 | Il cavaliere di bronzo ci ripensa 「めざめよ！青銅の騎士」 - mezameyo! seidō no kishi                                     | 5 dicembre 1976   |         |
| 11 | Un fiore per la piccola Nina 「思い出のニーナの花」 - omoide no nina no hana                                              | 12 dicembre 1976  |         |
| 12 | Il diavolo delle porte 「ドア城の少年」 - door jō no shōnen                                                               | 19 dicembre 1976  |         |
| 13 | Il mostro del buio 「夜の怪物アクナイター」 - yoru no kaibutsu akunaita                                                   | 26 dicembre 1976  |         |
| 14 | Le fiamme si alzano ancora 「燃えろ炎！もう一度」 - moero honō! mou ichido                                                | 2 gennaio 1977    |         |
| 15 | Il gigante buono 「巨人の国にアタック」 - kyojin no kuni ni attack                                                        | 9 gennaio 1977    |         |
| 16 | La battaglia di cartolandia 「おりがみ国の決戦」 - origami koku no kessen                                                 | 16 gennaio 1977   |         |
| 17 | La sconfitta di Belt Satan 「ベルト・サタンの角を狙え」 - Belt Satan no tsuno wo nerae                                    | 23 gennaio 1977   |         |
| 18 | Picche e quadri 「スペード魔女の涙」 - spade majo no namida                                                               | 30 gennaio 1977   |         |
| 19 | Il regno del tempo 「時を忘れた時計国」 - toki wo wasure ta tokei koku                                                    | 6 febbraio 1977   |         |
| 20 | Fuochi d'artificio 「悲しみの花火城」 - kanashimi no hanabi jō                                                            | 13 febbraio 1977  |         |
| 21 | Energia solare 「巨大レンズの怒り」 - kyodai lens no ikari                                                                | 20 febbraio 1977  |         |
| 22 | Il computer 「メカタウンの最後」 - mecha-town no saigo                                                                    | 27 febbraio 1977  |         |
| 23 | Quanta confusione nella terra capovolta 「アベコベ大騒動」 - abekobe oo sōdō                                              | 6 marzo 1977      |         |
| 24 | Alzatevi uomini ombra 「ユラユラ影よ立ちあがれ」 - yurayura kage yo tachi agare                                           | 13 marzo 1977     |         |
| 25 | Paul e il libro delle favole 「絵本に描け！自由の街」 - ehon ni egake! jiyū no machi                                      | 20 marzo 1977     |         |
| 26 | L'avventura del detective Tokkamale 「トッカメール刑事の冒険」 - Tokkamale keiji no bouken                                | 27 marzo 1977     |         |
| 27 | Le lacrime della Madonna 「聖母マリアの涙」 - seibo maria no namida                                                       | 3 aprile 1977     |         |
| 28 | Il paese delle note 「音符人間よ平和をよべ」 - onpu ningen yo heiwa wo yobe                                               | 10 aprile 1977    |         |
| 29 | La fiamma della coscienza 「よみがえれ！良心の灯」 - yomigaere! ryōshin no tomoshibi                                      | 17 aprile 1977    |         |
| 30 | Un paese senza futuro 「未来を盗まれた国」 - mirai wo nusumareta kuni                                                     | 24 aprile 1977    |         |
| 31 | Il popolo dei vegetali 「サンコントローラーを守れ」 - sun controller wo mamore                                            | 1º maggio 1977    |         |
| 32 | Il mondo dei batteri 「魔の細菌世界」 - ma no saikin sekai                                                                | 8 maggio 1977     |         |
| 33 | Nel mondo dei sette colori 「七つの色をとりもどせ！」 - nanatsu no iro wo torimodose!                                     | 15 maggio 1977    |         |
| 34 | Pakkun ritorna a casa 「パックン故郷へ帰る」 - pakkun kokyō e kaeru                                                       | 22 maggio 1977    |         |
| 35 | Nel paese della ceramica 「陶器人の変身」 - tōki jin no henshin                                                           | 29 maggio 1977    |         |
| 36 | Avventura nella mini mini terra (I parte) 「ミニミニ国よ手をつなげ（前編）」 - minimini koku yo te wo tsunage (zenpen)    | 5 giugno 1977     |         |
| 37 | Avventura nella mini mini terra (II parte) 「ミニミニ国よ手をつなげ（後編）」 - minimini koku yo te wo tsunage (kōhen)    | 12 giugno 1977    |         |
| 38 | Il ponte dell'amore 「オモチャが作った愛の橋」 - omocha ga tsukutta ai no hashi                                           | 19 giugno 1977    |         |
| 39 | Nel paese degli uomini numero 「ふしぎな数字人間」 - fushigina sūji ningen                                                | 26 giugno 1977    |         |
| 40 | Avventure in mare 「海の中の冒険野郎」 - umi no naka no bōken yarō                                                        | 3 luglio 1977     |         |
| 41 | L'albero della speranza 「希望と勇気のなる木」 - kibō to yūki no naru ki                                                  | 10 luglio 1977    |         |
| 42 | Gli animali di sparta 「立ちあがれアニマルナイツ」 - tachi agare animal-knights                                           | 17 luglio 1977    |         |
| 43 | Bolle di sapone a volontà 「シャボン玉よいつまでも」 - shabon dama yo itsu made mo                                        | 24 luglio 1977    |         |
| 44 | Il totem 「トーテムポールの怒り」 - totem pole no ikari                                                                   | 31 luglio 1977    |         |
| 45 | Il fiorellino Lippy 「花の妹リッピー」 - hana no imōto Lippy                                                              | 7 agosto 1977     |         |
| 46 | Il fiore della vita 「ベルト・サタンの復活」 - Belt Satan no fukkatsu                                                     | 14 agosto 1977    |         |
| 47 | Il carnevale nel paese delle caramelle (I parte) 「お菓子の国のカーニバル（前編）」 - okashi no kuni no carnival (zenpen) | 21 agosto 1977    |         |
| 48 | Il carnevale nel paese delle caramelle (II parte) 「お菓子の国のカーニバル（後編）」 - okashi no kuni no carnival (kōhen) | 28 agosto 1977    |         |
| 49 | La fuga di Belt Satan 「追いつめろ！ベルト・サタン」 - oitsumero! Belt Satan                                              | 4 settembre 1977  |         |
| 50 | Addio paese delle meraviglie 「さよなら不思議な世界」 - sayonara fushigi na sekai                                         | 11 settembre 1977 |         |

## Edizioni home-video
La serie è stata pubblicata in DVD dalla Dynit.

## Sigla
La sigla italiana, dal titolo La canzone di Paul è cantata da Patrizia Pradella. Autori: I. Polizzi, C. Natili, F. Carraresi, S. Subelli. Anno 1980.